# Hyphoderma nualoloense
Hyphoderma nualoloense är en svampart som beskrevs av Gilb. & Hemmes 2004. Hyphoderma nualoloense ingår i släktet Hyphoderma och familjen Meruliaceae.   Inga underarter finns listade i Catalogue of Life.